# جایزه روبرت
جایزه روبرت (دانمارکی: Robert prisen) نام یک جایزهٔ سینمایی در کشور دانمارک است که همه‌ساله توسط «آکادمی فیلم دانمارک» اهدا می‌شود و معادلِ دانمارکی جایزه‌های اسکار (در آمریکا)، بفتا (در بریتانیا)، جایزهٔ اَکتا (در استرالیا) و سزار (در فرانسه) است.
هیأت داوران از اعضای آکادمی فیلم دانمارک انتخاب می‌شوند و جایزه را به هنرمندان یا مشارکت‌های برجسته در صنعت سینما در سال گذشته اهدا می‌کنند.
این جایزه در سال ۱۹۸۴ میلادی پایه‌گذاری شد و نام خود را از نقاش و مجسمه‌سازِ فقید دانمارکی «روبرت یاکوبسِن» می‌گیرد که اتفاقاً تندیس این جایزه را هم طراحی کرده‌است.